# Grad Kieselstein
Grad Kieselstein (tudi Khislstein) je grad, ki ga je sredi 16. stoletja kupil baron Janž Khisl in mu nadel današnjo podobo, po njem pa je grad dobil tudi ime. Stavba je bila leta 1952 prezidana po načrtih arhitekta Jožeta Plečnika.
Grad stoji na nekdanjem obrambnem območju in je del mestnega pomola nad prehodom čez Savo v Kranju. Sedanja podoba se je izoblikovala od 15. do 19. stoletja, temelje pa so postavili s postavitvijo ortenburškega stolpa leta 1256. V obdobju turških vpadov so stolp vpeli v mestno obzidje. Poznejši lastniki so bile plemiške družine Mosconov, Ravbarjev, Apfaltrerjev, Auerspergov in zadnji Natalis Pagliaruzzi.